# Thermocyclops dalmaticus
Thermocyclops dalmaticus is een eenoogkreeftjessoort uit de familie van de Cyclopidae. De wetenschappelijke naam van de soort is voor het eerst geldig gepubliceerd in 1956 door Petkovski.